# العلاقات الهندية التنزانية
العلاقات الهندية التنزانية هي العلاقات الثنائية التي تجمع بين الهند وتنزانيا.

## مقارنة بين البلدين
هذه مقارنة عامة ومرجعية للدولتين:
| وجه المقارنة                                              | الهند                       | تنزانيا                        |
| --------------------------------------------------------- | --------------------------- | ------------------------------ |
| المساحة (كم2)                                             | 3.29 مليون                  | 947.30 ألف                     |
| عدد السكان (نسمة)                                         | 1.35 مليار                  | 57.31 مليون                    |
| الكثافة السكانية (ن./كم²)                                 | 410.33                      | 60.5                           |
| العاصمة                                                   | نيودلهي                     | دودوما                         |
| اللغة الرسمية                                             | اللغة الهندية، لغة إنجليزية | اللغة السواحلية، لغة إنجليزية  |
| العملة                                                    | روبية هندية                 | شيلينغ تانزاني                 |
| الناتج المحلي الإجمالي (بليون دولار)                      | 2.60 تريليون                | 52.09 مليار                    |
| الناتج المحلي الإجمالي (تعادل القوة الشرائية) بليون دولار | 8.00 تريليون                | 138.73 مليار                   |
| الناتج المحلي الإجمالي الاسمي للفرد دولار أمريكي          | 1.60 ألف                    | 878                            |
| الناتج المحلي الإجمالي للفرد دولار أمريكي                 | 5.70 ألف                    | 2.54 ألف                       |
| مؤشر التنمية البشرية                                      | 0.609                       | 0.521                          |
| رمز المكالمات الدولي                                      | +91                         | +255                           |
| رمز الإنترنت                                              | .in، .भारत ‏، .بھارت ‏،        | .tz                            |
| المنطقة الزمنية                                           | ت ع م+05:30، توقيت الهند    | ت ع م+03:00، توقيت شرق أفريقيا |

## مدن متوأمة
في ما يلي قائمة باتفاقيات التوأمة بين مدن هندية وتنزانية:
- ترتبط جايبور مع دودوما باتفاقية توأمة.

## منظمات دولية مشتركة
يشترك البلدان في عضوية مجموعة من المنظمات الدولية، منها:
| علم المنظمة | اسم المنظمة                        | تاريخ انضمام الهند | تاريخ انضمام تنزانيا |
| ----------- | ---------------------------------- | ------------------ | -------------------- |
|             | يونسكو                             | 4 نوفمبر 1946      | 6 مارس 1962          |
|             | مؤسسة التمويل الدولية              | 20 يوليو 1956      | 10 سبتمبر 1962       |
|             | منظمة حظر الأسلحة الكيميائية       | ?                  | ?                    |
|             | مؤسسة التنمية الدولية              | 24 سبتمبر 1960     | 6 نوفمبر 1962        |
|             | منظمة التجارة العالمية             | 1995               | 1995                 |
|             | وكالة ضمان الاستثمار متعدد الأطراف | 6 يناير 1994       | 19 يونيو 1992        |
|             | الاتحاد البريدي العالمي            | ?                  | ?                    |
|             | الاتحاد الدولي للاتصالات           | 1869               | 31 أكتوبر 1962       |
|             | منظمة الشرطة الجنائية الدولية      | ?                  | ?                    |
|             | الأمم المتحدة                      | 30 أكتوبر 1945     | 14 ديسمبر 1961       |
|             | البنك الدولي للإنشاء والتعمير      | 27 ديسمبر 1945     | 10 سبتمبر 1962       |
|             | البنك الإفريقي للتنمية             | ?                  | ?                    |
|             | دول الكومنولث                      | 15 أغسطس 1947      | 9 ديسمبر 1961        |

## أعلام
هذه قائمة لبعض الشخصيات التي تربطها علاقات بالبلدين:
- بنجامين فيرنانديز (25 نوفمبر 1992 – )
- سليم احمد سليم (23 يناير 1942 – )

## وصلات خارجية
- موقع وزارة الخارجية الهندية
- موقع وزارة الخارجية التنزانية